# Paraboloida eliptyczna

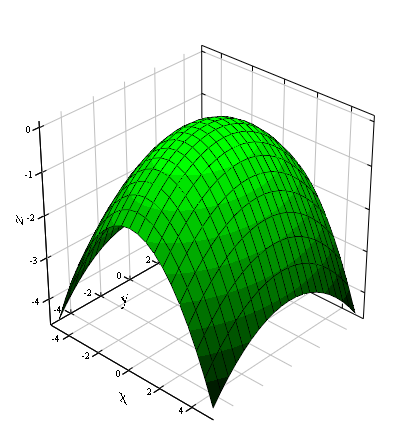
Paraboloida eliptyczna dla a=2, b=3, na obszarze
[-5,5]x[-5,5].

Paraboloida eliptyczna to nieograniczona powierzchnia drugiego stopnia mająca jedną oś i dwie wzajemnie prostopadłe płaszczyzny symetrii, jedna z dwóch odmian paraboloidy.
Powierzchnia ta powstaje w wyniku przesunięcia paraboli wzdłuż innej paraboli, przy czym obie te parabole spełniają następujące warunki:
- płaszczyzny, w których leżą, są prostopadłe,
- ich osie symetrii są równoległe,
- ich ramiona są skierowane w tę samą stronę.

W przypadku, gdy parabole są przystające, otrzymana powierzchnia jest paraboloidą obrotową.
Paraboloidę eliptyczną można też opisać inaczej: jeśli mamy daną elipsę F, prostą Z przechodzącą przez jej środek, prostopadłą do płaszczyzny F, oraz punkt W na prostej Z poza płaszczyzną F, to paraboloidę eliptyczną tworzą wszystkie parabole o osi symetrii Z przechodzące przez punkt W i elipsę F.
Równanie paraboloidy eliptycznej ma postać:
{\displaystyle \left({\frac {x}{a}}\right)^{2}+\left({\frac {y}{b}}\right)^{2}=z.}
Przekrój paraboloidy eliptycznej płaszczyzną prostopadłą do osi symetrii jest elipsą, a dowolną płaszczyzną równoległą do tej osi jest parabolą.
Kształt paraboloidy eliptycznej mają samochodowe reflektory, ponieważ światło wychodzące z żarówki umieszczonej w ognisku jednej z parabol tworzących tę paraboloidę po odbiciu rozchodzi się w płaszczyźnie drugiej z tych parabol.